# コウジ有沢 対 畑山隆則戦
コウジ有沢 対 畑山隆則戦（コウジありさわ たい はたけやまたかのりせん）は、1998年3月29日に東京・両国国技館で行われた日本ジュニアライト級タイトルマッチ。
デビュー以来全勝、前の試合まで12連続KO勝利中だった王者コウジ有沢（所属は草加有沢ボクシングジム）が、前東洋太平洋王者で前の試合で世界初挑戦を引き分けた畑山隆則（所属は横浜光ボクシングジム）を迎え無敗対決となった一戦は畑山が9回TKOで勝利し日本王座奪取に成功した。「史上最大の日本タイトルマッチ」と称され、フジテレビ系列で全国生中継、両者ファイトマネー500万円、勝利者賞として500万円とパジェロが贈呈された。
同年の日本ボクシング年間最高試合に選定された。